# Arrondissement Altkirch
Altkirch is een arrondissement van het Franse departement Haut-Rhin in de regio Grand Est. De onderprefectuur is Altkirch.

## Kantons
Het arrondissement was tot 2014 samengesteld uit de volgende kantons:
- Kanton Altkirch
- Kanton Dannemarie
- Kanton Ferrette
- Kanton Hirsingue

Na de herindeling van de kantons bij decreet van 21 februari 2014, met uitwerking op 22 maart 2015, zijn dat :
- Kanton Altkirch
- Kanton Masevaux   ( deel 44/59 )